# 1-я Чаплыгина
1-я Чаплы́гина (Пе́рвая Чаплы́гина) — деревня в Фатежском районе Курской области. Входит в состав Русановского сельсовета.

## География
Расположена в центре Фатежского района на правом берегу реки Усожи. Примыкает с юго-запада к городу Фатеж.

## Этимология
Получила название от фамилии первозаимщиков — дворян Чаплыгиных, позднее переведённых в разряд однодворцев. Приставка 1-я возникла в советское время, когда деревня была разделена на 2 части. В 1987 году 2-я Чаплыгина была упразднена. Стоит отметить, что XIX веке фамилия Чаплыгин была самой распространённой в Фатежском уезде. По данным земской переписи 1883 года в 23 селениях уезда насчитывалось 232 двора с данной фамилией.

## История
9 марта 1628 года по указу царя Михаила Фёдоровича дворянин Прокофий Тимофеев сын Чаплыгин был жалован пустошью в Усожском стане Курского уезда по обоим берегам реки Усожи. Площадь территории, пожалованной царём Прокофию Чаплыгину составляла 65 четвертей (около 35 гектаров). На этой земле в то время находились пашни, дикое поле и дубравы. По соседству располагались владения Осипа Сухочева.
Собственно деревня Чаплыгина была основана ближе к середине XVII века вторым сыном Прокофия Тимофеевича — Игнатом Прокофьевичем Чаплыгиным. После смерти Игната владельцем имения стал его сын Стефан. После его смерти поместье было закреплено за его старшим сыном Елизаром Стефановичем — солдатом сотенной службы. В 1710 году в слободе Чаплыгина проживали 16 семейств (5 дворов) помещиков Чаплыгиных «по предкам из дворян». Это были потомки трёх братьев: Мелентия, Елизара и Максима Стефановичей. К этому времени Чаплыгины утратили дворянский титул и были переведены в сословие однодворцев. Впоследствии местные Чаплыгины пытались восстановиться в дворянском сословии, но подтверждающие документы сгорели в одном из пожаров. К началу XIX века некоторые семьи Чаплыгиных были мещанами и купцами III гильдии города Фатеж.
В XVII—XVIII веках деревня входила в состав Усожского стана Курского уезда. В то время население деревни было приписано к приходу храма Николая Чудотворца села Миролюбово.
По данным 1-й ревизии 1719 года деревня Чаплыгина состояла из 13 дворов однодворцев. Здесь жили однодворцы Чаплыгины (8 дворов), Бачурины, Истомины, Кононыхины, Косиловы, Марковы (по 1 двору). У некоторых из них были крепостные деловые люди, часть которых была «польской породы». Общее население деревни с учётом женского пола в то время составляло около 200 человек.
В 1779 году Чаплыгина вошла в состав Фатежского уезда. Деревню населяли в основном однодворцы, владельческих крестьян здесь было немного. Согласно окладной книге 1783 года в Чаплыгиной проживало 147 однодворцев. В 1-й половине XIX века помещиком в деревне был коллежский секретарь Андрей Семёнович Мизюков. Он был наказан по обвинению в вымогательстве «с солдаток Анненковой и Умеренковой 20 рублей денег за обещание не посылать их детей в рекруты». По данным 9-й ревизии 1850 года 3 души мужского пола из Чаплыгиной принадлежали жене поручика Александре Мизюковой с детьми.
В 1861 году деревня была включена в состав Рождественской волости Фатежского уезда. В 1862 году в Чаплыгиной было 42 двора, проживало 478 человек (248 мужского пола и 230 женского). В 1877 году в деревне было 180 дворов, проживало 574 человека, действовали 4 кирпичных завода. К этому времени Чаплыгина числилась уже в составе Миленинской волости. В 1900 году в деревне проживало 705 человек (354 мужского пола и 351 женского), а в 1905 году — 1008 (501 мужского пола и 507 женского). В начале XX века жители Чаплыгиной были прихожанами Богоявленского собора и Покровской церкви Фатежа.
В 1924—1928 годах деревня входила в состав Фатежской волости Курского уезда. С 1928 года в составе Фатежского района. В 1937 году в Чаплыгиной было 55 дворов. Во время Великой Отечественной войны, с октября 1941 года по февраль 1943 года, деревня находилась в зоне немецко-фашистской оккупации. По состоянию на 1955 год 1-я Чаплыгина была административным центром Русановского сельсовета. К 1980-м годам центр сельсовета был перенесён в деревню Басовку.

## Население
| 1979 | 2002 | 2010 |
| ---- | ---- | ---- |
| 215  | ↘181 | ↘159 |